# Józef Kamiński (poseł)
Józef Teofil Kamiński (ur. 20 grudnia 1896 w Kiełpinach, zm. 20 grudnia 1968) – polski działacz społeczny i samorządowy, bankowiec, poseł na Sejm IV kadencji (1935–1938) w II RP, kawaler Orderu Virtuti Militari.

## Życiorys
Urodził się 20 grudnia 1896 roku w Kiełpinach, pow. lubawski, w rodzinie Walentego (nauczyciela) i Heleny z Bielickich. Starszy brat, Marcin Walenty, kapitan Wojska Polskiego, zginął w Katyniu. 
Uczył się w latach 1906–1913 w progimnazjach w Pelplinie i Kościerzynie, ukończył gimnazjum humanistyczne w Biedrusku w 1917 roku, zdając tam maturę, następnie przez dwa semestry studiował prawo na kursie dla żołnierzy, a także odbył kurs aspirantów oficerskich w 1915 roku i kurs informacyjny przy DOG Pomorze w 1921 roku. 
W gimnazjum był członkiem młodzieżowej organizacji filomatów. Od 1914 roku służył w armii niemieckiej (w randze podporucznika), był ranny na froncie rosyjskim. Uczestniczył w powstaniu wielkopolskim. W 1919 roku wstąpił do pułku kaszubskiego, z którym, mimo inwalidztwa, uczestniczył w wojnie polsko-bolszewickiej jako adiutant pułku. W 1922 roku został przeniesiony do rezerwy w stopniu kapitana. 
W dwudziestoleciu międzywojennym był dyrektorem Komunalnej Kasy Oszczędności (KKO) w Kościerzynie i wiceburmistrzem tego miasta.
Pełnił wiele funkcji społecznych: był m.in.: członkiem Koła Oficerów Rezerwy, członkiem zarządu Związku Rezerwistów, Towarzystwa Przyjaciół Związku Strzeleckiego, Ligi Obrony Powietrznej i Przeciwgazowej, Rady Powiatowej BBWR w Kościerzynie. 
W wyborach parlamentarnych w 1935 roku został wybrany posłem na Sejm IV kadencji (1935–1938) 18 824 głosami z listy z okręgu nr 104, obejmującego powiaty: gdyński, morski, kartuski i kościerski. W kadencji tej pracował w komisji zdrowia publicznego i opieki społecznej. 
Po II wojnie światowej był członkiem PPS, prezesem Powiatowej i wiceprezesem Miejskiej Rady Narodowej, członkiem Zarządu Powiatowego Opieki Społecznej i dyrektorem KKO w Starogardzie Gdańskim. Był działaczem związkowym.
Był mężem Wandy Felicji ze Stenclów (zm. 1985). Miał troje dzieci: Irenę, Janinę i Mariana.
Zmarł 20 grudnia 1968 roku. Spoczywa w grobie rodzinnym na cmentarzu parafii Matki Bożej Częstochowskiej w Poznaniu (kwatera I-VII-3).

## Ordery i odznaczenia
- Krzyż Srebrny Orderu Wojskowego Virtuti Militari nr 2321 (1922)[6]
- Krzyż Walecznych
- Medal Pamiątkowy za Wojnę 1918–1921
- Medal Dziesięciolecia Odzyskanej Niepodległości
- Krzyż Żelazny II klasy (Cesarstwo Niemieckie, 1915)[2]